# 尾ヶ石村
尾ヶ石村（おがいしむら）は、熊本県阿蘇郡にあった村。

## 歴史
- 1889年（明治22年）4月1日 - 町村制の施行により、狩尾村、跡ヶ瀬村、的石村が合併し成立。
- 1954年（昭和29年）4月1日 - 黒川村・永水村・内牧町・山田村と合併して阿蘇町が発足。同日尾ヶ石村廃止。